# Pučki pravobranitelj
Institucija pučkog pravobranitelja, u svijetu poznatija kao ombudsman (riječ švedskog podrijetla; francuski médiateur; njemački Bürgerbeauftragter; španjolski defensor del pueblo), nalazi svoje korijene u skandinavskoj instituciji justitiae ombudsman, parlamentarnog povjerenika za zaštitu prava građana pred državnom upravom i tijelima koja imaju javne ovlasti.
Institucija ombudsmana prvi put je ustavno uspostavljen švedskim Ustavom iz 1809. godine. Nakon Drugog svjetskog rata, a posebice 60-tih godina 20. stoljeća ta se institucija proširila se najprije u europskim držvama, a zatim i širom svijeta. Prihvatile su ga Francuska, Austrija, Njemačka, Velika Britanija, Španjolska, Bosna i Hercegovina, i druge. Europska unija također je uvela instituciju pučkog pravobranitelja. Uspostavom slobode i demokracije 1990. godine europski primjer sljedila je i Hrvatska.
Načela postupanja pučkog pravobranitelja:
- neovisnost i samostalnost u djelovanju,
- poštovanje ustavnosti i zakonitosti,
- pravednost i moralnost,
- neformalnost postupanja,
- mogućnost preventivnog djelovanja.

## Europski ombudsman
Europski parlament imenuje Europskog ombudsmana, koji može zaprimiti žalbu od svakog državljana Europske unije u vezi s nepravilnim djelovanjem bilo koje ustanove ili tijela Unije - osim Suda i Prvostupanjskog suda kada izvršavaju pravosudne zadaće. Imenovanje se obavalja nakon svakih izbora za Parlament. Ako ombudsman utvrdi da je došlo do nepravilnog djelovanja, on o tome izvještava odnosnu ustanovu, koja je dužna dostaviti mu svoje očitovanje unutar roka od tri mjeseca. Potom ombudsman podnosi izvještaj Parlamentu i odnosnoj ustanovi. Osoba koja je podnijela pritužbu mora biti izvještena o ishodu. Međutim, i ako utvrdi da je pritužba opravdana, Parlament nema pravo odlučivati o mjerama kojima bi se otklonio povod za pritužbu.

## Pučki pravobranitelj u Republici Hrvatskoj
Pučki pravobranitelj opunomoćenik je Hrvatskoga sabora koji štiti ustavna i zakonska prava građana u postupku pred državnom upravom i tijelima koja imaju javne ovlasti. Imenuje ga Hrvatski sabor na vrijeme od osam godina.

## Poveznice
- Pravobranitelj za djecu
- Pravobranitelj za ravnopravnost spolova